# Sucastro (Monterroso)
Sucastro (llamada oficialmente Santa Mariña de Sucastro) es una parroquia y una aldea española del municipio de Monterroso, en la provincia de Lugo, Galicia.

## Organización territorial
La parroquia está formada por dos entidades de población:
- Guimil (Goimil)
- Sucastro

## Demografía

### Parroquia
| Gráfica de evolución demográfica de Sucastro (parroquia) entre 2000 y 2020 |
|                                                                            |
| Datos según el nomenclátor publicado por el INE.                           |

### Aldea
| Gráfica de evolución demográfica de Sucastro (aldea) entre 2000 y 2020 |
|                                                                        |
| Datos según el nomenclátor publicado por el INE.                       |